# Llista de Béns Culturals d'Interès Nacional de l'Alt Urgell
Llista de Béns Culturals d'Interès Nacional de l'Alt Urgell inscrits en el Registre de Béns Culturals d'Interès Nacional (BCIN) del Departament de Cultura de la Generalitat de Catalunya per a la comarca de l'Alt Urgell. Inclou els béns immobles més rellevants del patrimoni cultural que tenen la categoria de protecció de major rang com a unitat singular, conjunt, espai o zona amb valors culturals, històrics o tècnics.
L'any 2018, l'Alt Urgell comptava amb 45 béns culturals d'interès nacional, classificats en 36 monuments històrics, 8 zones arqueològiques i 1 zona paleontològica. A continuació es mostren les últimes dades disponibles ordenades per municipis.

## Patrimoni arquitectònic
| Monument                                                         | Protecció       | Estil/època                                | Localització                                              | Coordenades                                          | Codi?         | Imatge |
| ---------------------------------------------------------------- | --------------- | ------------------------------------------ | --------------------------------------------------------- | ---------------------------------------------------- | ------------- | --- |
| Castell de Banat                                                 | BCIN 4079-MH-ZA | Romànic XI-XII                             | Alàs i Cerc                                               | 42° 20′ 13″ N, 1° 32′ 05″ E / 42.337012°N,1.534692°E | IPA-39477     | Carregueu una nova foto d'aquest monument                                                                                                  |
| Castell d'Arsèguel                                               | BCIN 811-MH     | Obra popular Medieval                      | Arsèguel                                                  | 42° 21′ 01″ N, 1° 34′ 56″ E / 42.350205°N,1.582309°E | RI-51-0006245 | Castell d'Arsèguel · Vegeu més fotos d'aquest monument · Carregueu una nova foto d'aquest monument                                         |
| Castell de la Clua                                               | BCIN 520-MH     | Obra popular Medieval                      | Bassella La Clua d'Aguilar                                | 41° 59′ 27″ N, 1° 16′ 42″ E / 41.990954°N,1.278207°E | RI-51-0006272 | Castell de la Clua (Bassella) · Vegeu més fotos d'aquest monument · Carregueu una nova foto d'aquest monument                              |
| Castell d'Altés                                                  | BCIN 521-MH     | Romànic Medieval                           | Bassella                                                  | 42° 01′ 09″ N, 1° 19′ 09″ E / 42.019143°N,1.319058°E | RI-51-0006270 | Castell d'Altés (Bassella) · Vegeu més fotos d'aquest monument · Carregueu una nova foto d'aquest monument                                 |
| Castellnou de Bassella, conjunt medieval d'Ansamora              | BCIN 522-MH     | Romànic Medieval                           | Bassella                                                  | 41° 58′ 57″ N, 1° 16′ 42″ E / 41.982569°N,1.278413°E | RI-51-0006271 | Castellnou de Bassella · Vegeu més fotos d'aquest monument · Carregueu una nova foto d'aquest monument                                     |
| Castell d'Aguilar                                                | BCIN 523-MH     | Romànic Medieval                           | Bassella                                                  | 42° 00′ 59″ N, 1° 16′ 32″ E / 42.016359°N,1.275605°E | RI-51-0006273 | Castell d'Aguilar (Bassella) · Vegeu més fotos d'aquest monument · Carregueu una nova foto d'aquest monument                               |
| Torres Antigues, Torres d'Ogern: Ca l'Isidro i Cal Ganyet        | BCIN 524-MH     | Renaixement XV-XVI                         | Bassella Ogern                                            | 42° 01′ 25″ N, 1° 20′ 27″ E / 42.023610°N,1.340884°E | RI-51-0006274 | Torres Antigues (Bassella) · Vegeu més fotos d'aquest monument · Carregueu una nova foto d'aquest monument                                 |
| Castell de Cabó                                                  | BCIN 562-MH     | Romànic XII                                | Cabó Fragments de murs en la part alta del poble          | 42° 14′ 24″ N, 1° 14′ 49″ E / 42.240113°N,1.246836°E | RI-51-0006288 | Carregueu una nova foto d'aquest monument                                                                                                  |
| Castell del Quer                                                 | BCIN 671-MH     | Romànic XII                                | Cava El Querforadat                                       | 42° 19′ 27″ N, 1° 38′ 11″ E / 42.324202°N,1.636359°E | RI-51-0006849 | Castell del Quer (Cava) · Vegeu més fotos d'aquest monument · Carregueu una nova foto d'aquest monument                                    |
| Castell de Cava, o la Cadira del Senyor                          | BCIN 672-MH     | Romànic XI-XII                             | Cava                                                      | 42° 19′ 31″ N, 1° 36′ 24″ E / 42.325176°N,1.606742°E | RI-51-0006850 | Carregueu una nova foto d'aquest monument                                                                                                  |
| Mas de Vinyoles, o Casa forta de Vinyoles                        | BCIN 4036-MH    | Romànic XIII                               | Cava Prop de l'antic nucli de Vinyoles                    | 42° 20′ 26″ N, 1° 36′ 02″ E / 42.340640°N,1.600564°E | IPA-15510     | Carregueu una nova foto d'aquest monument                                                                                                  |
| Església de Sant Climent                                         | BCIN 107-MH     | Preromànic, romànic X, XI-XII              | Coll de Nargó                                             | 42° 10′ 18″ N, 1° 18′ 47″ E / 42.171608°N,1.313188°E | RI-51-0001202 | Església de Sant Climent (Coll de Nargó) · Vegeu més fotos d'aquest monument · Carregueu una nova foto d'aquest monument                   |
| Castell de Montanissell                                          | BCIN 692-MH     | Obra popular Medieval                      | Coll de Nargó                                             | 42° 11′ 41″ N, 1° 15′ 23″ E / 42.194735°N,1.256300°E | RI-51-0006312 | Castell de Montanissell (Coll de Nargó) · Vegeu més fotos d'aquest monument · Carregueu una nova foto d'aquest monument                    |
| Castell de Valldarques                                           | BCIN 693-MH     | Romànic XI-XII                             | Coll de Nargó                                             | 42° 08′ 41″ N, 1° 14′ 06″ E / 42.144612°N,1.235072°E | RI-51-0006313 | Castell de Valldarques (Coll de Nargó) · Vegeu més fotos d'aquest monument · Carregueu una nova foto d'aquest monument                     |
| Muralles de Coll de Nargó                                        | BCIN 4056-MH-ZA | Obra popular Medieval                      | Coll de Nargó                                             | 42° 10′ 30″ N, 1° 19′ 02″ E / 42.175129°N,1.317278°E | IPA-15528     | Muralles de Coll de Nargó · Vegeu més fotos d'aquest monument · Carregueu una nova foto d'aquest monument                                  |
| Església de Sant Esteve d'Alinyà                                 | BCIN 333-MH-EN  | Romànic XII-XIII                           | Fígols i Alinyà Alinyà                                    | 42° 10′ 49″ N, 1° 25′ 23″ E / 42.180292°N,1.422967°E | IPA-375       | Església de Sant Esteve d'Alinyà (Fígols i Alinyà) · Vegeu més fotos d'aquest monument · Carregueu una nova foto d'aquest monument         |
| Castell de Tuixent                                               | BCIN 956-MH     | Obra popular Medieval                      | Josa i Tuixén                                             | 42° 13′ 53″ N, 1° 33′ 58″ E / 42.231471°N,1.566174°E | RI-51-0006851 | Carregueu una nova foto d'aquest monument                                                                                                  |
| Castell de Castellbò                                             | BCIN 1082-MH    | Romànic XI-XII                             | Montferrer i Castellbò Pl. Major, Castellbò               | 42° 22′ 28″ N, 1° 21′ 22″ E / 42.374546°N,1.356003°E | RI-51-0006394 | Castell de Castellbó (Montferrer i Castellbò) · Vegeu més fotos d'aquest monument · Carregueu una nova foto d'aquest monument              |
| Torres colomers                                                  | BCIN 1083-MH    | Onra popular Medieval                      | Montferrer i Castellbò Castellbò                          | 42° 22′ 30″ N, 1° 21′ 31″ E / 42.374869°N,1.358521°E | RI-51-0006395 | Torres colomers (Montferrer i Castellbò) · Vegeu més fotos d'aquest monument · Carregueu una nova foto d'aquest monument                   |
| Castell d'Oliana                                                 | BCIN 1130-MH    | Romànic X-XII                              | Oliana                                                    | 42° 05′ 08″ N, 1° 17′ 58″ E / 42.085579°N,1.299338°E | RI-51-0006407 | Castell d'Oliana · Vegeu més fotos d'aquest monument · Carregueu una nova foto d'aquest monument                                           |
| Muralles del sector de la plaça del Lledoner, Muralles d'Oliana  | BCIN 4535-MH    | Obra popular Medieval                      | Oliana Pl. Lledoner                                       | 42° 03′ 51″ N, 1° 18′ 49″ E / 42.06425°N,1.31357°E   | IPA-49659     | Muralles del sector de la plaça del Lledoner (Oliana) · Carregueu una nova foto d'aquest monument                                          |
| Església de Santa Maria d'Organyà                                | BCIN 374-MH-EN  | Romànic XI-XIII                            | Organyà                                                   | 42° 12′ 41″ N, 1° 19′ 43″ E / 42.211266°N,1.328672°E | RI-51-0011590 | Església de Santa Maria d'Organyà · Vegeu més fotos d'aquest monument · Carregueu una nova foto d'aquest monument                          |
| Castell de Peramola, el Castell, el Casino                       | BCIN 1224-MH    | Obra popular, romànic XI, XIX-XX           | Peramola C. Frederic Ribó, 13                             | 42° 03′ 28″ N, 1° 16′ 04″ E / 42.057800°N,1.267714°E | RI-51-0006426 | Castell de Peramola · Vegeu més fotos d'aquest monument · Carregueu una nova foto d'aquest monument                                        |
| Torre dels Moros                                                 | BCIN 1225-MH    | Romànic XII-XIII                           | Peramola                                                  | 42° 03′ 09″ N, 1° 16′ 09″ E / 42.052606°N,1.269078°E | RI-51-0006427 | Torre dels Moros (Peramola) · Vegeu més fotos d'aquest monument · Carregueu una nova foto d'aquest monument                                |
| Castell d'Aristot                                                | BCIN 780-MH     | Obra popular Medieval                      | El Pont de Bar Aristot                                    | 42° 22′ 46″ N, 1° 37′ 24″ E / 42.379494°N,1.623284°E | RI-51-0006241 | Castell d'Aristot (el Pont de Bar) · Vegeu més fotos d'aquest monument · Carregueu una nova foto d'aquest monument                         |
| Castellnou de Carcolze                                           | BCIN 781-MH     | Obra popular Medieval                      | El Pont de Bar                                            | 42° 23′ 15″ N, 1° 34′ 56″ E / 42.387601°N,1.582263°E | RI-51-0006242 | Castellnou de Carcolze (el Pont de Bar) · Vegeu més fotos d'aquest monument · Carregueu una nova foto d'aquest monument                    |
| Castell de Bar                                                   | BCIN 782-MH     | Romànic XII-XIV                            | El Pont de Bar                                            | 42° 21′ 30″ N, 1° 38′ 23″ E / 42.358288°N,1.639760°E | RI-51-0006243 | Castell de Bar (el Pont de Bar) · Vegeu més fotos d'aquest monument · Carregueu una nova foto d'aquest monument                            |
| Castell de Toloriu                                               | BCIN 783-MH     | Obra popular Medieval                      | El Pont de Bar                                            | 42° 21′ 47″ N, 1° 37′ 43″ E / 42.363026°N,1.628513°E | RI-51-0006244 | Castell de Toloriu (el Pont de Bar) · Vegeu més fotos d'aquest monument · Carregueu una nova foto d'aquest monument                        |
| Castell de Tost                                                  | BCIN 1360-MH    | Romànic Medieval                           | Ribera d'Urgellet Tost                                    | 42° 16′ 21″ N, 1° 23′ 03″ E / 42.272466°N,1.384156°E | RI-51-0006462 | Castell de Tost (Ribera d'Urgellet) · Vegeu més fotos d'aquest monument · Carregueu una nova foto d'aquest monument                        |
| Catedral de Santa Maria                                          | BCIN 211-MH     | Romànic XII                                | La Seu d'Urgell                                           | 42° 21′ 28″ N, 1° 27′ 43″ E / 42.357851°N,1.461917°E | RI-51-0000689 | Catedral de Santa Maria (la Seu d'Urgell) · Vegeu més fotos d'aquest monument · Carregueu una nova foto d'aquest monument                  |
| Castell i Ciutadella de Castellciutat, amb la Torre Blanca       | BCIN 1565-MH    | Romànic, barroc XII, XVII-XVIII, XX Mitjan | La Seu d'Urgell                                           | 42° 21′ 06″ N, 1° 26′ 28″ E / 42.351651°N,1.441018°E | RI-51-0006484 | Castell i Ciutadella de Castellciutat (la Seu d'Urgell) · Vegeu més fotos d'aquest monument · Carregueu una nova foto d'aquest monument    |
| Torre de Solsona                                                 | BCIN 1566-MH    | Romànic XIII, XV                           | La Seu d'Urgell                                           | 42° 21′ 41″ N, 1° 26′ 59″ E / 42.361430°N,1.449725°E | RI-51-0006485 | Torre de Solsona (la Seu d'Urgell) · Vegeu més fotos d'aquest monument · Carregueu una nova foto d'aquest monument                         |
| Església de Sant Martí d'Ars                                     | BCIN 415-MH-EN  | Romànic XI                                 | Les Valls de Valira Ars                                   | 42° 26′ 41″ N, 1° 23′ 40″ E / 42.444592°N,1.394505°E | IPA-482       | Església de Sant Martí d'Ars (les Valls de Valira) · Vegeu més fotos d'aquest monument · Carregueu una nova foto d'aquest monument         |
| Campanar de Sant Martí de Bescaran                               | BCIN 416-MH-EN  | Romànic XI                                 | Les Valls de Valira                                       | 42° 24′ 01″ N, 1° 32′ 41″ E / 42.4004°N,1.5447°E     | IPA-483       | Campanar de Sant Martí de Bescaran (les Valls de Valira) · Vegeu més fotos d'aquest monument · Carregueu una nova foto d'aquest monument   |
| Castell d'Ars, la Seca                                           | BCIN 1719-MH    | Romànic Medieval                           | Les Valls de Valira Ars                                   | 42° 26′ 48″ N, 1° 23′ 49″ E / 42.446801°N,1.396887°E | RI-51-0006533 | Castell d'Ars (les Valls de Valira) · Vegeu més fotos d'aquest monument · Carregueu una nova foto d'aquest monument                        |
| Torre Colomer de Bescaran                                        | BCIN 1720-MH    | Obra popular XII                           | Les Valls de Valira Serradet a dalt del poble de Bescaran | 42° 24′ 15″ N, 1° 32′ 43″ E / 42.404226°N,1.545156°E | RI-51-0006534 | Torre Colomer de Bescaran (les Valls de Valira) · Vegeu més fotos d'aquest monument · Carregueu una nova foto d'aquest monument            |
| Monestir de Sant Serni de Tavèrnoles, Sant Sadurní de Tavèrnoles | BCIN 4397-MH-EN | Romànic XI                                 | Les Valls de Valira Anserall                              | 42° 22′ 58″ N, 1° 27′ 29″ E / 42.382796°N,1.458183°E | RI-51-0000695 | Monestir de Sant Serni de Tavèrnoles (les Valls de Valira) · Vegeu més fotos d'aquest monument · Carregueu una nova foto d'aquest monument |

## Patrimoni arqueològic
El Roc del Rumbau, de Peramola, està inscrit com a Patrimoni de la Humanitat com a part de l'art rupestre de l'arc mediterrani de la península Ibèrica.
| Monument                          | Protecció       | Estil/època                                                                                                  | Localització                                                             | Coordenades                                          | Codi?         | Imatge                                                                                               |
| --------------------------------- | --------------- | --- | ------------------------------------------------------------------------ | ---------------------------------------------------- | ------------- | --- |
| Castell de Torres                 | BCIN 4081-ZA    | Assentament militar, castell. Des de Medieval Comtes de Barcelona a Medieval Baixa Edat Mitjana (988 / 1492) | Alàs i Cerc Part alta de Torres d'Alàs                                   | 42° 21′ 30″ N, 1° 31′ 39″ E / 42.358272°N,1.527461°E | IPAPC-20225   | Carregueu una nova foto d'aquest monument                                                            |
| Castell d'Escú                    | BCIN 4058-ZA    | Assentament militar, castell. Medieval (400 / 1492)                                                          | Coll de Nargó                                                            | 42° 06′ 19″ N, 1° 13′ 27″ E / 42.105261°N,1.224157°E | IPAPC-10783   | Carregueu una nova foto d'aquest monument                                                            |
| Solà de l'Ànima I-II-III          | BCIN 3921-ZA    | Abrics i similars amb representació gràfica, pintura. Bronze (-1800 / -650)                                  | Coll de Nargó Entre les capçaleres dels barrancs de Grases i de Vilarenc | 42° 10′ 57″ N, 1° 17′ 14″ E / 42.182593°N,1.287171°E | IPAPC-16049   | Carregueu una nova foto d'aquest monument                                                            |
| Torre del Turó de Ciutat          | BCIN 4057-ZA    | Assentament militar, torre. Medieval (400 / 1492)                                                            | Coll de Nargó                                                            | 42° 10′ 11″ N, 1° 14′ 32″ E / 42.169829°N,1.242277°E | IPAPC-10810   | Carregueu una nova foto d'aquest monument                                                            |
| Roc del Rumbau, o Roca dels Moros | PH BCIN 2029-ZA | Abrics i similars amb representació gràfica, pintura. Bronze (-1800 / -650)                                  | Peramola                                                                 | 42° 04′ 43″ N, 1° 17′ 19″ E / 42.078666°N,1.288608°E | RI-55-0000308 | Roc del Rumbau (Peramola) · Modifica el valor a Wikidata · Carregueu una nova foto d'aquest monument |
| Castell d'Os de Civís             | BCIN 4086-ZA    | Assentament militar, castell. Medieval (400 / 1492)                                                          | Les Valls de Valira Al voltant de l'església de Sant Pere d'Os de Civís  | 42° 30′ 42″ N, 1° 26′ 23″ E / 42.511777°N,1.439728°E | IPAPC-10968   | Carregueu una nova foto d'aquest monument                                                            |

A més, el castell de Banat i les muralles de Coll de Nargó són BCIN tant el la categoria de monuments històrics com de zones arqueològiques.

## Patrimoni paleontològic
| Monument                                                                 | Protecció    | Estil/època  | Localització  | Coordenades                                          | Codi?       | Imatge                                    |
| ------------------------------------------------------------------------ | ------------ | ------------ | ------------- | ---------------------------------------------------- | ----------- | ----------------------------------------- |
| Jaciments de Coll de Nargó: Pinyes, Santa Eulàlia, Sallent i Cal Salider | BCIN 4339-ZP | Maastrichtià | Coll de Nargó | 42° 10′ 32″ N, 42° 10′ 32″ E / 42.17556°N,42.17556°E | IPAPC-15028 | Carregueu una nova foto d'aquest monument |

Els jaciments de Coll de Nargó són: Pinyes o Pujolfarré I (IPAPC-15028), Santa Eulàlia o Teuleria (IPAPC-12007), Sallent o Toneta (IPAPC-12008) i Cal Salider (IPAPC-12009).